# Aunay-les-Bois
Aunay-les-Bois ist eine französische Gemeinde im Département Orne in der Region Normandie. Sie gehört zum Arrondissement Alençon und zum Kanton Écouves.

## Lage
Die Gemeinde Aunay-les-Bois liegt im Regionalen Naturpark Normandie-Maine, 20 Kilometer nordöstlich von Alençon. An der östlichen Gemeindegrenze verläuft das Flüsschen Tanche. Nachbargemeinden sind Montchevrel im Nordosten, Saint-Aubin-d’Appenai im Osten, Marchemaisons im Südosten, Les Ventes-de-Bourse im Südwesten, Essay im Westen sowie Boitron im Nordwesten.

## Bevölkerungsentwicklung
| Jahr                       | 1962 | 1968 | 1975 | 1982 | 1990 | 1999 | 2011 | 2021 |
| -------------------------- | ---- | ---- | ---- | ---- | ---- | ---- | ---- | ---- |
| Einwohner                  | 159  | 133  | 140  | 141  | 120  | 144  | 185  | 140  |
| Quellen: Cassini und INSEE |      |      |      |      |      |      |      |      |

## Sehenswürdigkeiten
- Kirche Notre-Dame
- Schloss von Aunay-les-Bois, Monument historique seit 1971

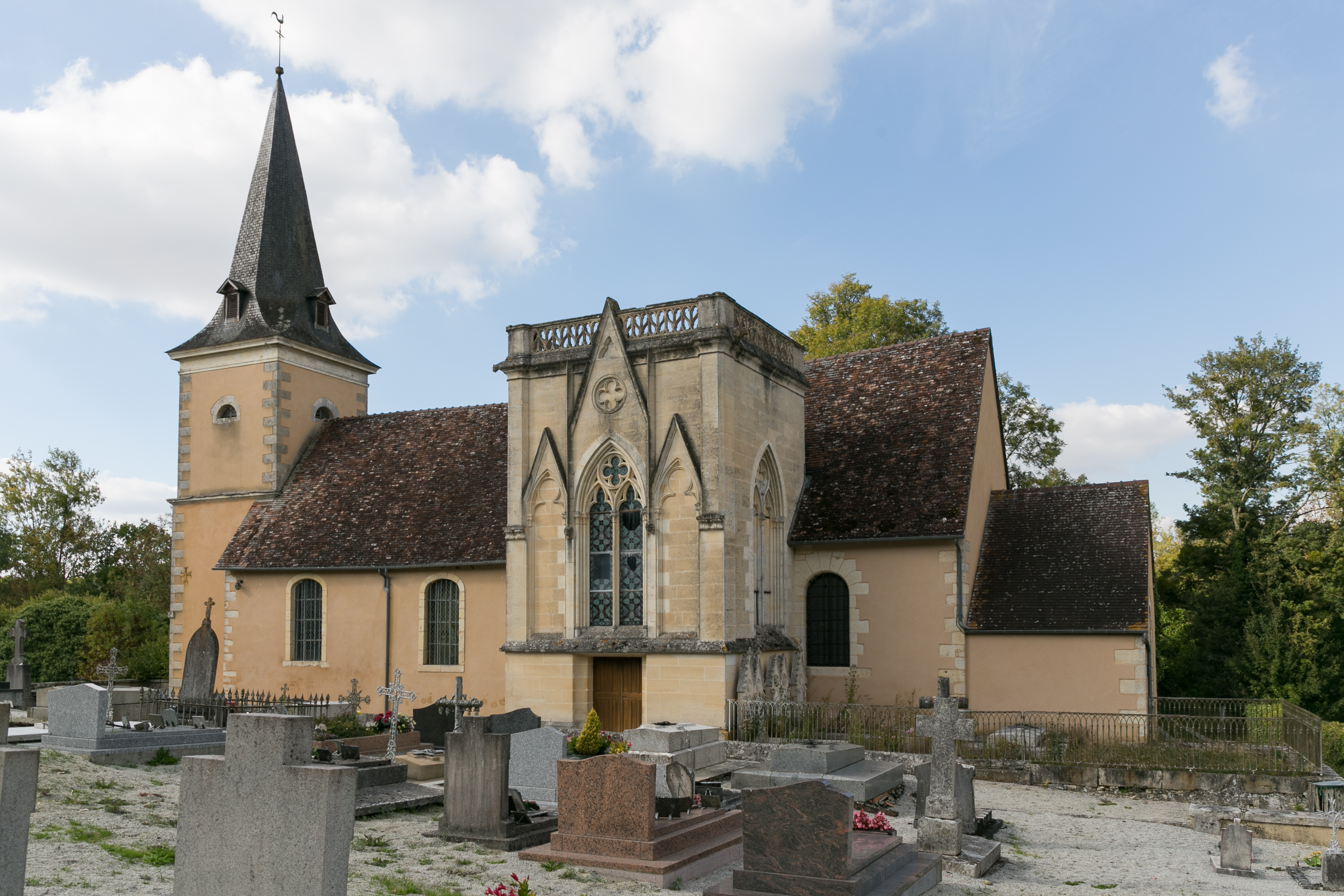
Kirche Notre-Dame
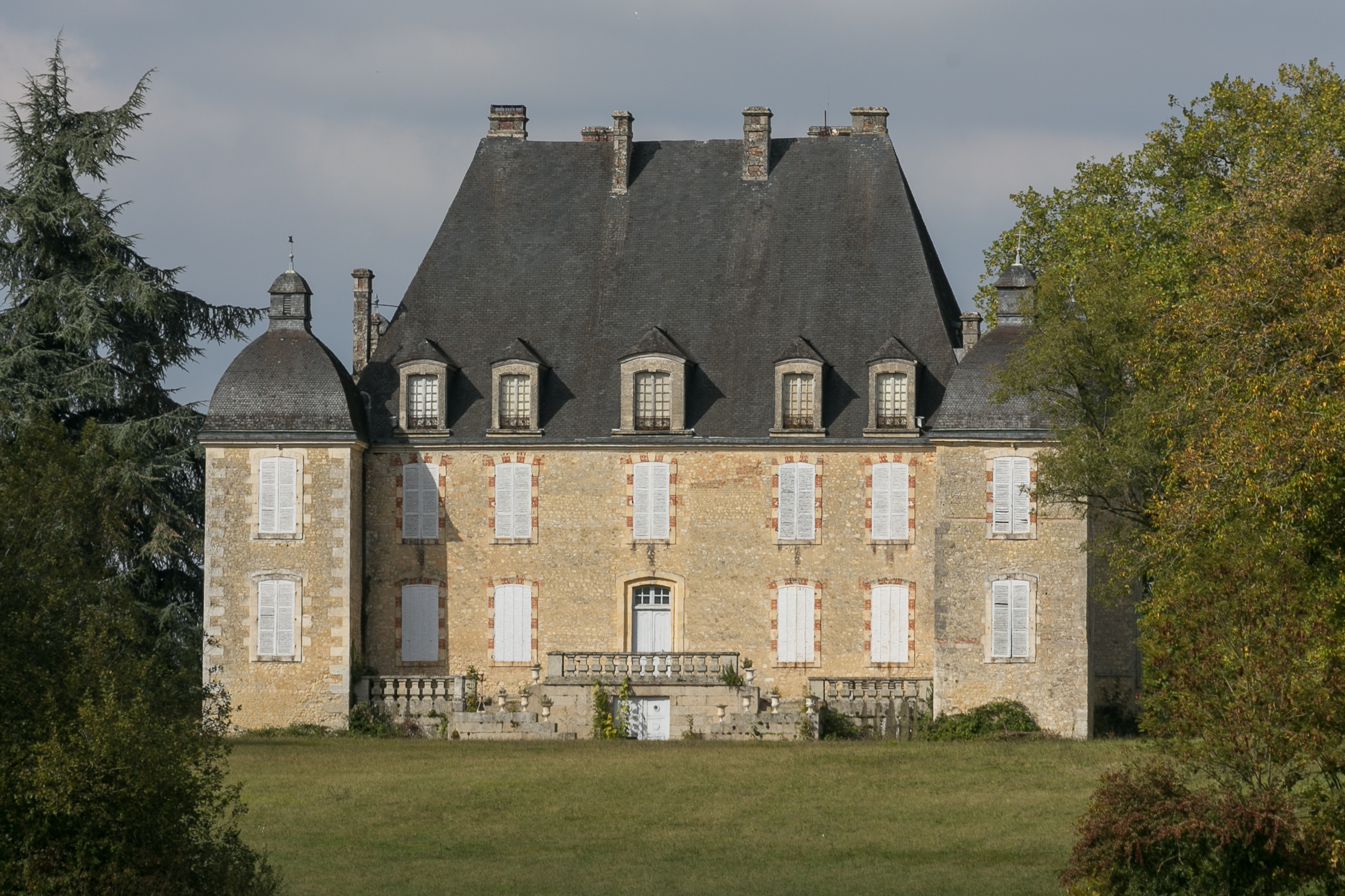
Schloss von Aunay-les-Bois
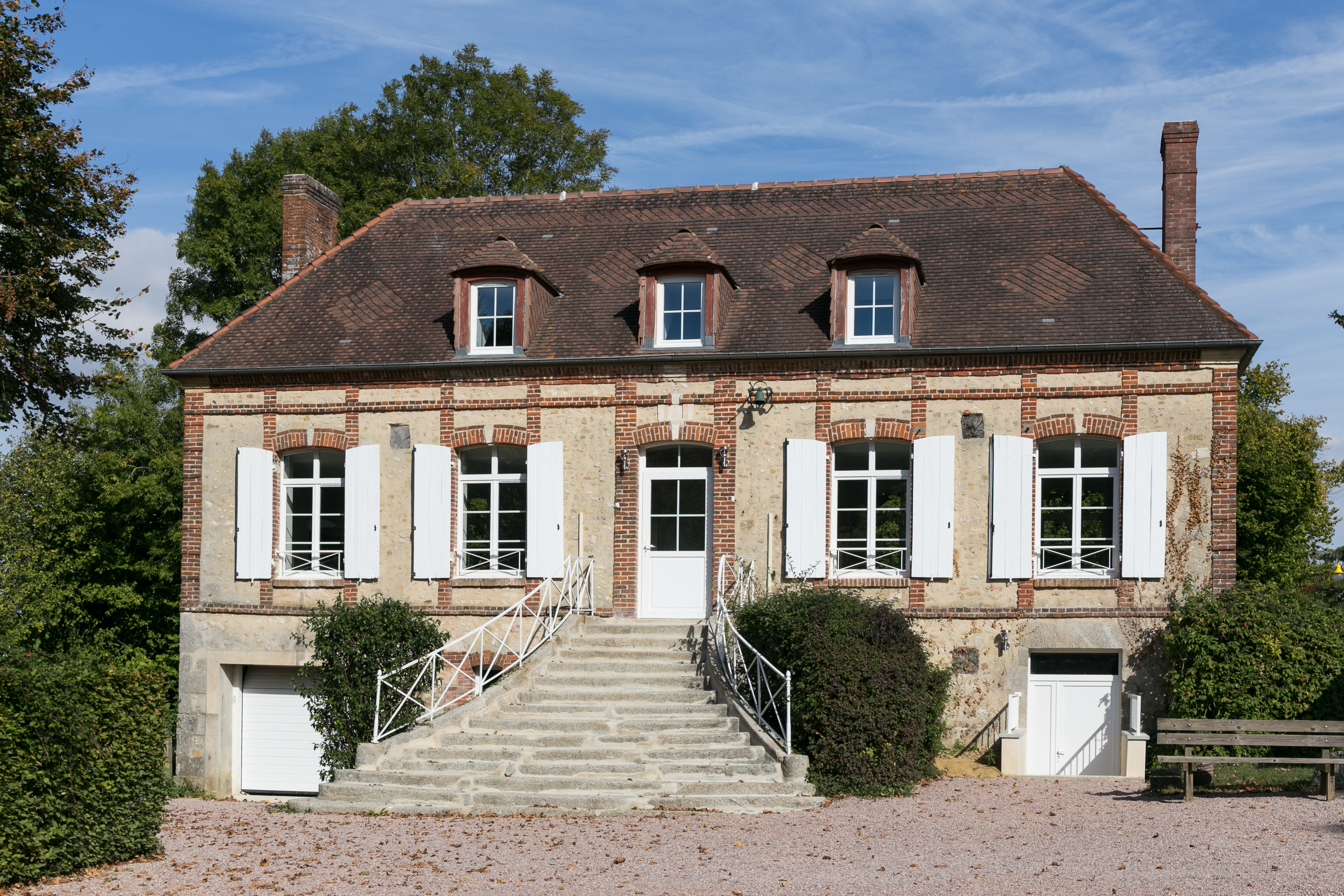
Ehemalige Mairie
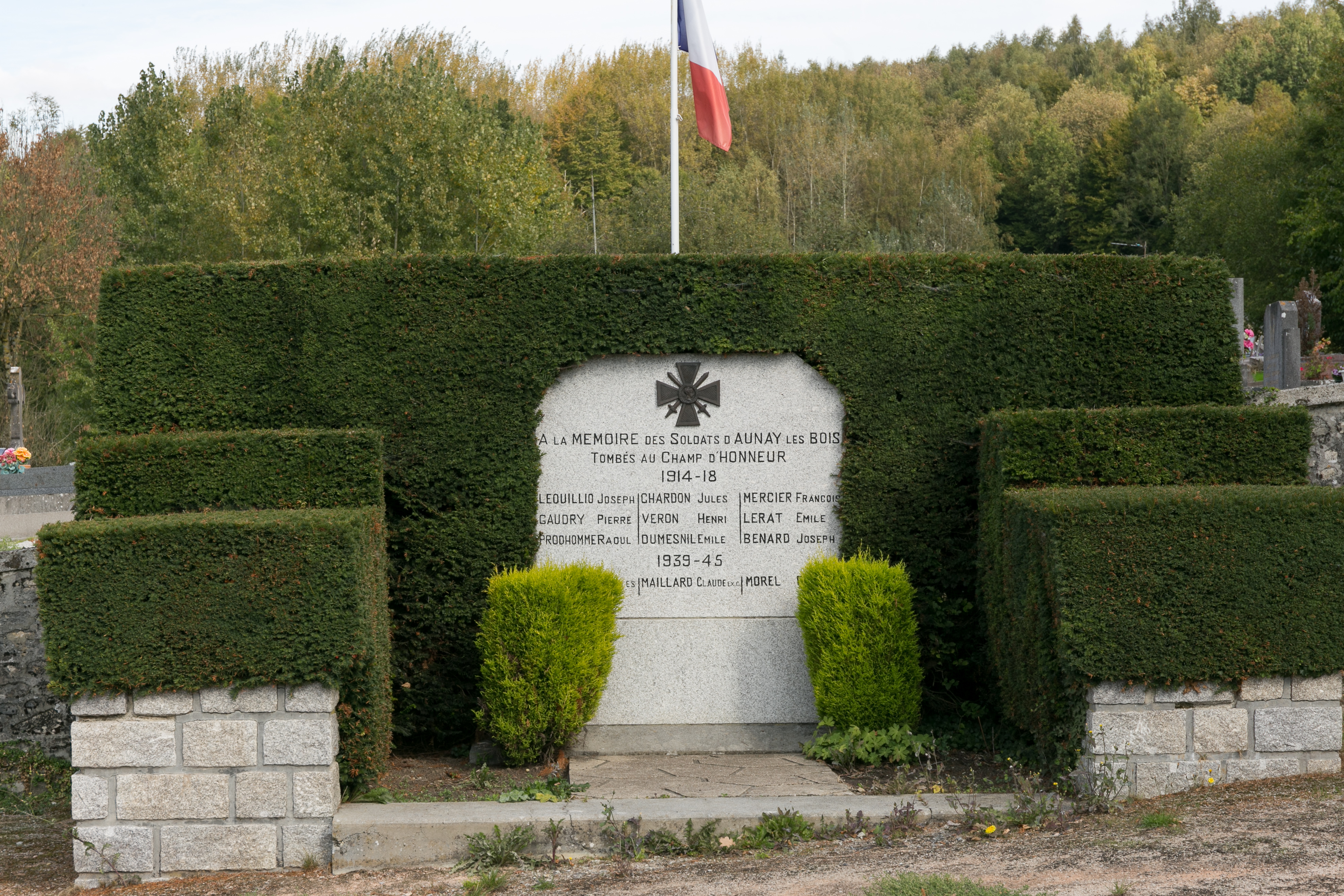
Gefallenendenkmal